# Clairette du Languedoc

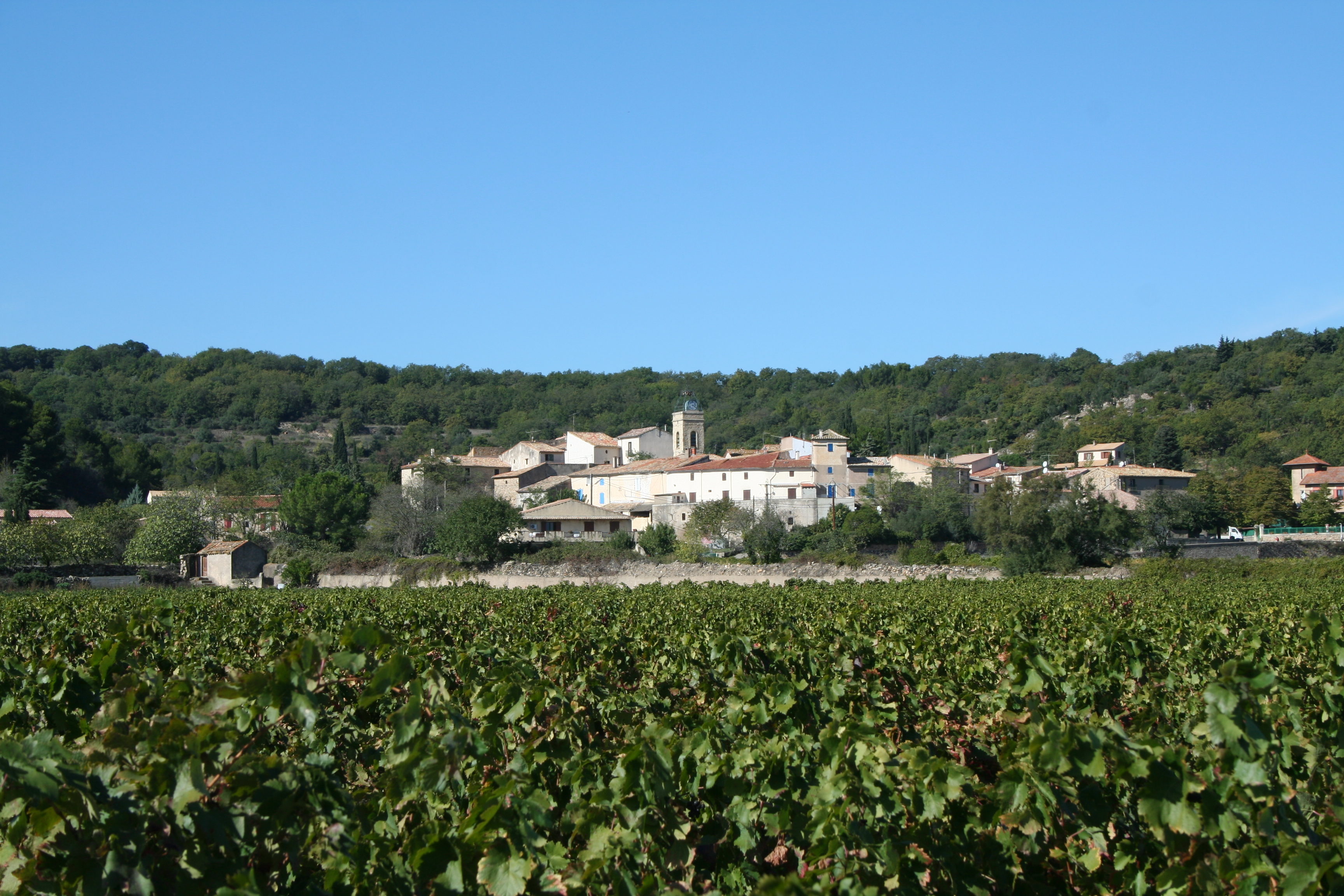
Vista de Lieuran-Cabrières y sus viñedos reconcidos con la AOC Clairette du languedoc

El clairette du Languedoc es un vino blanco francés con appellation d'origine contrôlée reconocido en 1948, producido en las colinas situadas al norte de Pézenas, en el Hérault. 

## Historia
La historia del clairette es tan antigua como la del viñedo del Languedoc. El clairette pudo ser una cepa introducida por griegos en su incursión en las viñas de la Galia meridional.
En la zona, expediciones arqueológicas han encontrado ánforas con el sello GEN F (Genelis Fecit).
Durante las invasiones bárbaras, los viñedos, fueron prácticamente abandonados y la producción de vino dependía de vides situadas en jardines o patios. A partir del año 900, los cartularios de los capítulos catedralicios y de las abadías marcaron la diferencia entre viñas bajas y viñas elevadas. El viñedo de llanura perduró hasta el comienzos del XIV cuando, la necesidad de sembrar tierras propicias al aumento de producción, los desplazó hacia laderas más infravaloradas pero más cualitativas.
En 1471-1472, el sommelier de Luis XI compró el clairette picquardentz, vino blanco seco, y el claretz, vino blanco dulce. La clairette se vinificaba dulce, bajo la denominación de «Clairette» o seco bajo el nombre de «Pîcardan».
En el siglo XVIII, la clairette se convirtió en una uva «de moda», muy valorizada en los mercados.

## Geografía
El viñedo está ubicado sobre la vertiente oeste del valle de Hérault, a caballo sobre dos de sus afluentes, la Boyne y la Lergue. Se cultiva en terrazas construidas en terrenos sedimentarios del Período Cuaternario.

### Climatología
El clima de esta zona vinícola es típicamente mediterráneo. Se caracteriza por inviernos suaves, veranos calurosos y secos e incluso áridos, y con escasas precipitaciones que se dan sobre todo en otoño. El viento predominante en la zona es la tramontana.
La temperatura anual media es de 14,2 °C, superior a la media nacional francesa de 12,2 °C.

## Viñedo
El viñedo se extiende sobre las comunas de Adissan, Aspiran, Le Bosc, Cabrières, Ceyras, Fontès, Lieuran-Cabrières, Nizas, Paulhan, Péret y Saint-André-de-Sangonis.

## Denominación de origen
El Clairette du Languedoc fue reconocido como appellation d'origine contrôlée (AOC) el 28 de septiembre de 1948. A partir de 1973, es una denominación de origen protegida (PDO) ante la Unión Europea.